# خامیشکی
خامیشکی (به لاتین: Khamyshki) یک منطقهٔ مسکونی در روسیه است که در آدیغیه واقع شده‌است.